# Kristina Bader
Kristina Walterowna Bader (ros. Кристина Вальтеровна Бадер; ur. 10 listopada 1981 w Angrenie) – rosyjska bobsleistka reprezentująca także Niemcy, złota medalistka mistrzostw świata.

## Kariera
Największy sukces w karierze Bader osiągnęła w 2004 roku, kiedy wspólnie z Susi Erdmann wywalczyła złoty medal w dwójkach podczas mistrzostw świata w Königssee. Był to jednak jej jedyny medal wywalczony na międzynarodowej imprezie tej rangi. Do 2003 roku Bader reprezentowała Rosję, w barwach której wystartowała na igrzyskach olimpijskich w Salt Lake City. W parze z Wiktoriją Tokową zajęła tam ósme miejsce w dwójkach.